# Traun (commune)
Pour les articles homonymes, voir Traun.
Traun est une commune autrichienne du district de Linz-Land en Haute-Autriche.

## Géographie
Traun est à 273 m d'altitude. Elle s'étend sur 5,1 km d'ouest en est et sur 6,5 km du nord au sud. La superficie totale est de 15,4 km2. 11,7 % de la superficie est boisée, 48,1 % de la superficie est utilisée pour l'agriculture. 

## Histoire
- 1113 : Première preuve de l'ancien château entouré de douves.
- 1560 : Reconstruction du château dans un édifice de style Renaissance.
- 1725 : Reconstruction du château dans un bâtiment Baroque représentatif.
- 1784 : Première école de Traun ouvert.
- 1785 : Fusion avec les villages de St. Dionysen et l'Oedt.
- vers 1850 : première implantation d'entreprises industrielles : frères Enderlin, Berl et Graumann (textiles), Dr Feurstein (papier), Gabler (produits plat et tresse), Enenkel (vinaigrerie).
- 1851 : Inauguration de la première école protestante.
- 1876 : Le quartier Saint-Martin est dissociée de la communauté Kleinmünchen à Traun.
- 1882 : Construction de l'église catholique.
- 1884 : Les propriétaires du château (compte Abensperg-Traun) revient sur ses terres en Basse-Autriche.
- 1913 : Inauguration de l'église protestante.
- 1915 : Inauguration de la nouvelle école protestante.
- 1965 : Début de l'utilisation de la Oedter du lac voir comme le lac de baignade.
- 1973 : Traun, le "plus grand village d'Autriche' est élevé à la ville. La Traun Bundesschulzentrum (maison des 2 lycées Bundesrealgymnasium et Handelsakademie) ouvert. Le bâtiment a un nouveau design complet pour construire une école et servit de modèle pour les bâtiments scolaires-dans les années 1970 s.
- 1975 : Le centre de baignade (Badezentrum) ouvert avec deux piscines couverte avec sauna et un restaurant. Plus tard, elle a été prolongée par une piscine en plein air avec une pelouse pour bronzer et un hall de patinage sur glace.
- 1979 : Le centre sportif stade (HAKA-Arena) ouvert.
- 1982 :-Pompiers et croix rouge-Centre ainsi que le Bureau de télégraphe ouvert.
- 1985 : Ouverture de la nouvelle mairie et la Galerie de la ville.
- 1991 : Introduction de l'autobus de la ville.
- 1997 : Le nouveau B139 (voie de contournement) est terminé et le Spinnerei (un centre culturel pour les jeunes) s'ouvre.
- 1999 : Réaménagement de la place principale, la nouvelle glace-hall et la rénovation du centre balnéaire.
- 2002 : Le lycée HTL-Traun (höhere technische Lehranstalt) s'ouvre, en commençant dans un bâtiment provisoire.
- 2005 : Ouverture de la Traun de Cour de District.
- 2012 : Le nouveau bâtiment du lycée HTL-Traun s'ouvre.

## Éducation
- 11 maternelle : Oedt, St. Dionysen I, II Dionysen St., Saint-Martin, Centre, Traun je, Traun II, III Traun, Traun IV, Caritas maternelle St. Dionysen et Saint-Martin
- 4 écoles primaires : école élémentaire OEDT, Volksschule Traun elementary school École de St. Dionysen et Saint-Martin.
- 3 écoles secondaires : école primaire j'ai (informatique), école primaire II (musique), école primaire Saint-Martin
- 1 autres écoles secondaires : École Polytechnique
- 3 lycées : Bundesrealgymnasium (700), trading Académie/école, Institut polytechnique et l'école technique (300)
- 2 établissements d'éducation des adultes : BFI Traun, Traun folk high school
- 1 école de musique : École de musique

## Économie
Traun est situé dans le centre économique de la Haute-Autriche. Notables nationaux et internationaux des compagnies exploitantes sont basés à Traun, comme Internorm, éd. Haas, Pez, Tannpapier (Trierenberg Holding), Feurstein (groupe Delfort), Ing. Voith, C + C Pfeiffer et Gabler Band.
Il y a plus de 1200 entreprises dans Traun ayant environ 11 000 employés au total. 

## Transport
L'aéroport de Linz aéroport est seulement 3,9 kilomètres de Traun.
Phyrnbahn le chemin de fer traverse de Traun du nord-est au sud. Le long de la Phyrnbahn, il y a deux gares situées dans la Traun : Saint-Martin et Traun.
- Autoroutes

A1 (autoroute de l'Ouest): sortie Traun (1,8 km), sortie Ansfelden (4,6 km)
A7 (Mühlkreis Autobahn): sortie de Franzosenhausweg (2,0 km), sortie Salzburger Straße (3,3 km)
A25 : Sortie Weisskirchen (8,6 km), sortie Marchtrenk (9,1 km)
- Routes

Le B1 (Wiener Bundesstraße) s'étend le long de la frontière nord de Traun.
Le B139 (Kremstalbundesstraße) traverse la Traun du Nord au sud-est.
Landstraßen L532 : Neubauerstraße, Johann Roithner-Straße
L1386 : Leondinger-Straße 
- Tramway

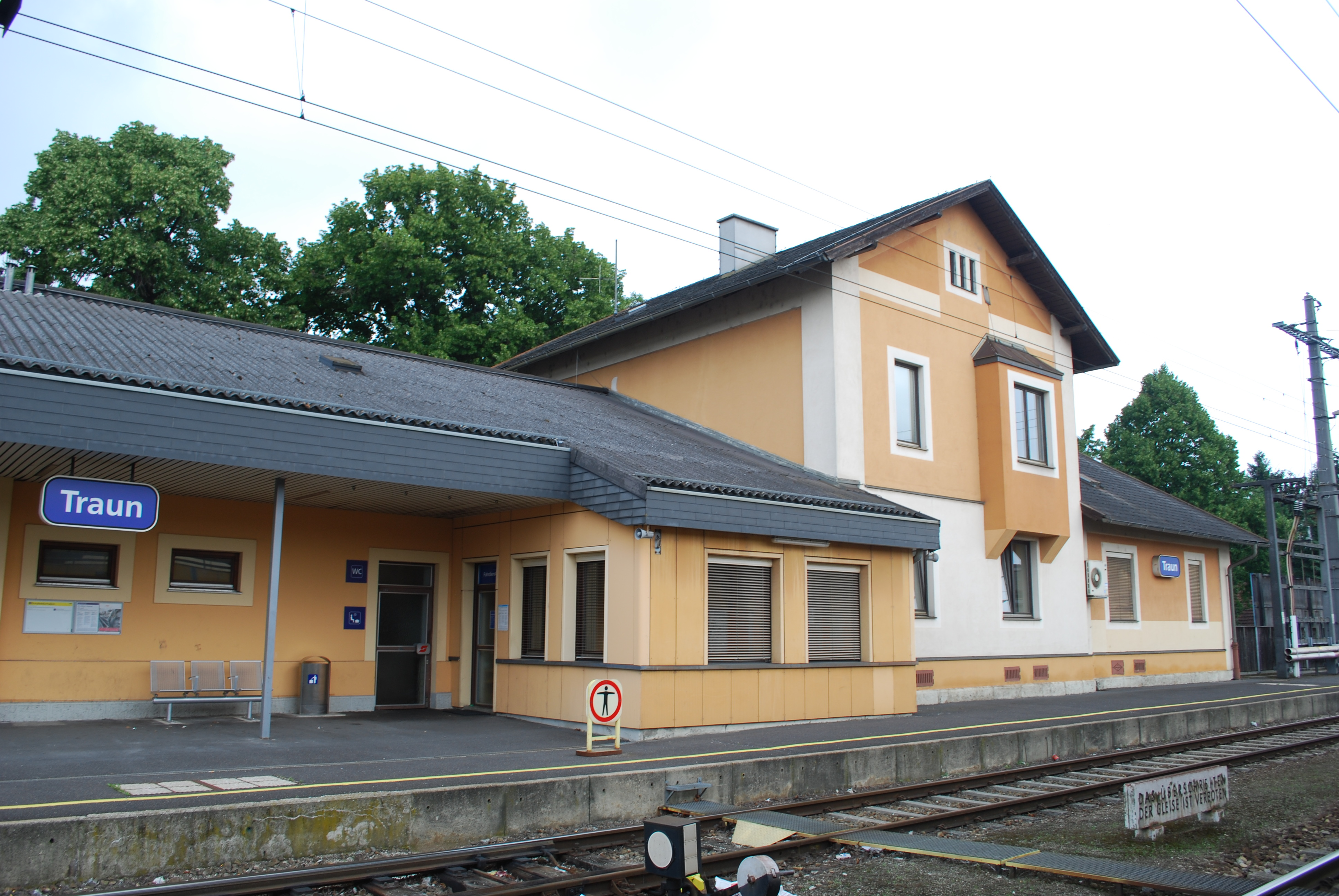
Station de train de Traun

Le Tramway de Linz AG s'étendra à Traun et devrait avoir 4 arrêts à Traun (Traun - Trauner Kreuzung, Traun - Friedhof, Traun - Hauptplatz et Traun - Schloss).
Bus The Wilhelm Welser Verkehrsbetriebe Traun exploite des bus sur 14 itinéraires à Traun qui relient la Traun avec toutes les villes et les collectivités voisines. La plupart des routes sont desservies par seulement un seul bus et ont donc une fréquence de seulement 1 bus par heure.
Au nom de la Traun, Wilhelm Welser exploite également quatre itinéraires de Bus de la ville au sein de la Traun et a une fréquence de 30 minutes.
Linz AG n'a qu'une seule voie (ligne 43) qui relie la Traun à son réseau. Cet itinéraire a 5 arrêts le long de la frontière nord de Traun et fonctionne à une fréquence de 15 minutes la plupart du temps.
1. ↑  « Einwohnerzahl 1.1.2018 nach Gemeinden mit Status, Gebietsstand 1.1.2018 », Statistik Austria (en) (consulté le 9 mars 2019)